# Nicolas Grunitzky
Nicolas Gérard Victor Grunitzky (ur. 5 kwietnia 1913 w Atakpamé, zm. 27 września 1969 w Paryżu) – togijski polityk, prezydent kraju w latach 1963–1967. Wcześniej szef rządu Togo.

## Zarys biografii
Jego matka była Togijką, ojciec – niemieckim kupcem, pochodzącym z Gdańska (Togo było wówczas protektoratem Niemiec). Studiował inżynierię oraz administrację w École spéciale des travaux publics, du bâtiment et de l'industrie (ESTP) w Paryżu. Był działaczem Parti togolais du progrès, w 1951 został wybrany do parlamentu togijskiego. W latach 1951–1958 był także członkiem francuskiego Zgromadzenia Narodowego. Od 10 września 1956 do 16 maja 1958 pełnił funkcję pierwszego w historii Togo premiera kraju.  
27 kwietnia 1960 Togo uzyskało niepodległość od Francji. Rok później prezydentem Togo został Sylvanus Olympio, przywódca partii Jedność Togijska. W 1963 Olympio został zabity podczas przewrotu wojskowego i na krótko urząd prezydenta objął Emmanuel Bodjollé, jednak na dłużej nowym przywódcą państwa został właśnie Grunitzky. Urząd sprawował między 16 stycznia 1963 a 13 stycznia 1967. Został zastąpiony przez generała Gnassingbé Eyadémę – który był także współorganizatorem zamachu stanu na pierwszego togijskiego prezydenta – w wyniku kolejnego puczu i udał się na emigrację.
Zmarł w stolicy Francji, w wyniku obrażeń odniesionych w wypadku samochodowym podczas pobytu na Wybrzeżu Kości Słoniowej.